# Partage d'écran

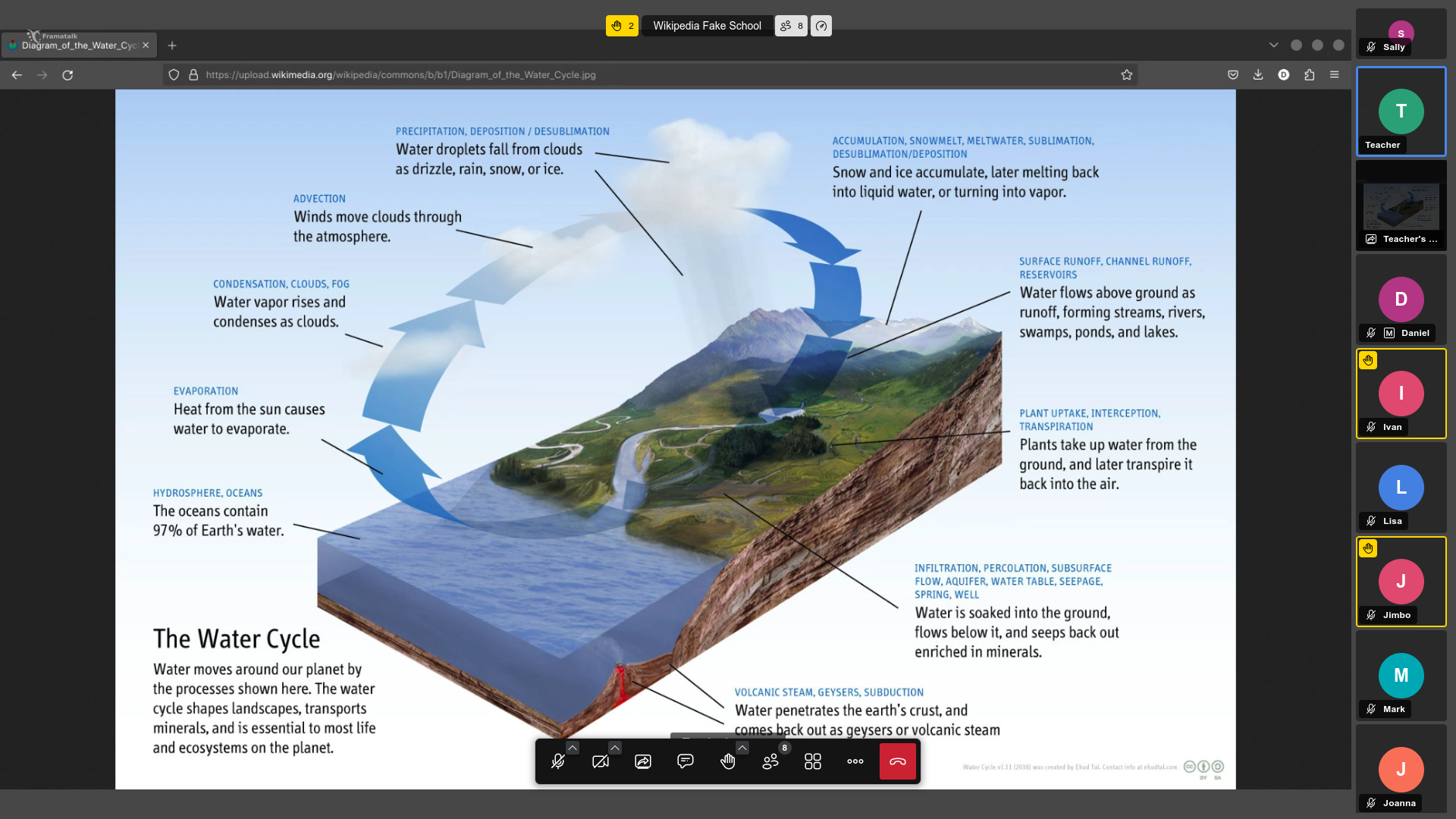
Capture d'écran réalisée pendant un partage d'écran dans le cadre d'une visioconférence.

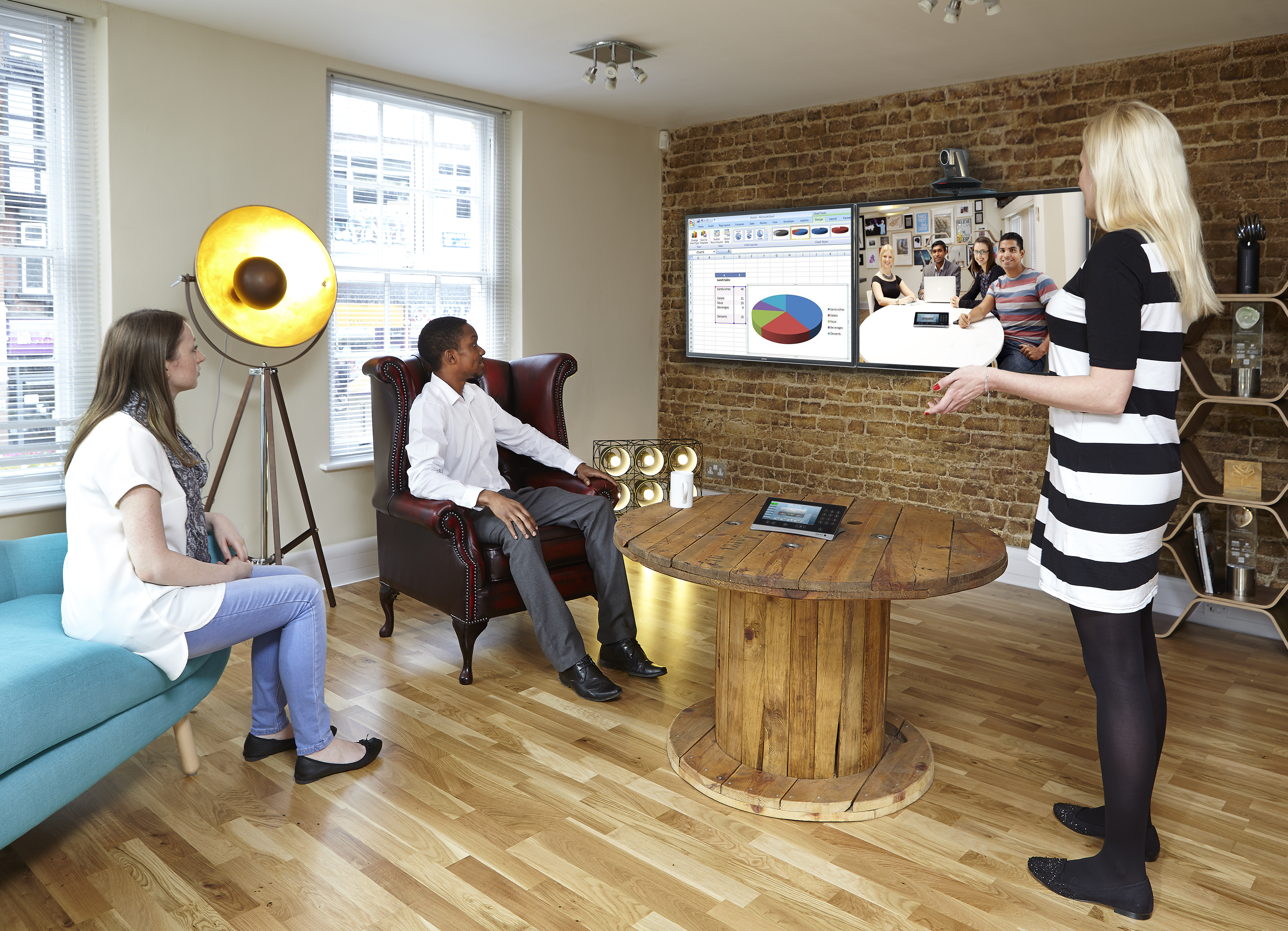
Réunion hybride (présentielle et distancielle) avec partage d'écran.

Le partage d'écran est l'appellation couramment utilisée par les technologies et les produits qui permettent un accès et la collaboration à distance au bureau de l'ordinateur d'une personne par un émulateur de terminal graphique.
Les deux scénarios de partage d'écran les plus courants sont :
- la connexion à distance (surnommé : bureau à distance)
- la collaboration en temps réel (ex : Groupware)

Plusieurs logiciels permettent le partage d'écran, certains payants, d'autres gratuits ou avec une version gratuite (Skype, Chrome Remote Desktop)